# Tracción en dos ruedas
La tracción en dos ruedas (representada como 4x2) es aquella en la que un vehículo tiene un tren motor con un 2 ruedas, que reciben la potencia y el par motor del motor, de forma simultánea.

## Vehículos de 4 ruedas
En los vehículos de cuatro ruedas (y por extensión de 6, 8 o más) este término describe todo aquel vehículo que tenga 2 ruedas motrices, ya sea de tracción delantera o propulsión trasera. El término 4x2 denota esto, 4 ruedas, por 2 motrices. La mayor parte de los automóviles usan una configuración 4x2, ya que es lo más simple y ligero.

## Vehículos de 2 ruedas
En los vehículos de dos ruedas, como motocicletas y bicicletas, el término se usa para describir aquellos que tienen una unidad de potencia tanto en la rueda delantera como en la trasera. El término 2x2 se usa también para denotar que este vehículo tiene tracción total a las 2 ruedas. Los vehículos 2x2 suelen llevar una cadena o correa de transmisión, aunque también puede llevar un eje diferencial. Esto mejora el desplazamiento por terrenos desiguales, pero suele requerir más práctica para poder realizar su uso.
Por lo general los automóviles 2x2 son raros de ver. Entre los fabricantes se incluyen Rokon y Christini. Otros fabricantes son ZID, Suzuki, Yamaha, KTM, Honda y 
Nissan.

## Tracción en dos ruedas con sidecar
En vehículos con tres ruedas, como las motocicletas con sidecar, el término se usaba para describir aquellos que usaban la rueda del sidecar como la segunda rueda trasera. Normalmente se daba potencia a la rueda del sidecar mediante un eje diferencial. Esto mejoraba su desplazamiento por terreno desiguales, generalmente se desarrollaban para uso militar. El primer vehículo con tracción en dos ruedas en el sidecar apareció en 1928 con el invento de Baughan en Reino Unido y Mokharov en la URSS.[cita requerida]